# Лежнин, Иван Васильевич
Иван Васильевич Лежнин (7 апреля 1924 ― 2 декабря 2002) ― советский и российский художник, участник Великой Отечественной войны, заслуженный художник РСФСР, почётный гражданин Ульяновской области.

## Биография
Иван Васильевич Лежнин родился 7 апреля 1924 года в селе Большая Мирянка Пижанского района Вятской губернии в русской семье крестьянина. В 1941 году завершил обучение в семилетней сельской школе, где уже проявил любовь к рисованию. Затем прошёл курс фабрично-заводского обучения, получил специальность слесарь-сантехник, в начале Великой Отечественной войны стал трудиться на военном заводе города Кирова. В 1942 году добровольцем ушёл на фронт. Воевал в составе действующей армии на Волховском фронте автоматчиком, позже был телефонистом кабельных линий. Получил ранение, после излечения стал обучаться и успешно окончил Ленинградское авиатехническое училище. Военную службу завершил в 1945 году в городе Риге. За боевые успехи был представлен к наградам орденом Великой Отечественной войны 2-й степени, медалями: «Георгий Жуков», «За оборону Ленинграда», «За победу над Германией и др.
С 1945 по 1951 годы. Лежнин обучался в Академии художеств Латвийской ССР, по завершении обучения в этом учреждении ему была присвоена квалификация - «Художник-живописец». Семь лет трудился в городе Иркутске преподавателем в художественном училище. В 1957 году, по приглашению однокурсника по академии и друга Алексея Моторина, переехал на постоянное место жительство в город Ульяновск. Стал работать по специальности, основным направлением в его художественной работе была ленинская тема. В 1960 году вступает членом в Союза художников. Познакомившись с  Аркадием Александровичем Пластовым начал писать тружеников села. В Ульяновской области нет ни одного района, где бы не работал и не писал свои творческие произведения художник Иван Васильевич Лежнин. Постоянный участник областных, межрегиональных и всесоюзных художественных выставок. Указом Президиума Верховного Совета РСФСР от 17 марта 1977 года ему было присвоено звание заслуженный художник РСФСР.
В 1980 году он приобрёл домик в Сенгилее, куда каждое лето выезжал. В Сенгилее им было создано много полотен, дважды в год проводил там выставки. В 2001 году ему присвоено звание почетного гражданина Сенгилея.
Активный участник общественной жизни Ульяновской области и города Ульяновска. В 2003 году решением депутатов Законодательного Собрания Ульяновской области удостоен звания "Почётный гражданин Ульяновской области" посмертно с занесением в золотую книгу Почёта Ульяновской области.
Иван Васильевич Лежнин проживал в городе Ульяновске. Умер 2 декабря 2002 года, похоронен на Северном кладбище Ульяновска. 

## Работы художника
- "Ленин с крестьянами села Шушенское» (соавторство с А.П.Крыловым, 1957)
- «Идут дожди» (1959)
- «Полдень»
- «Проиграли»
- «В спортивном зале»
- «Гимнастки»
- «Запасной игрок»
- «Братья Ульяновы»
- «В год казни брата» (1967)
- «И.Н.Ульянов в сельской школе» (1968)
- «Свежий ветер» (1970)
- «Хлеб пошел»
- «Утро возле конторы»
- «Будни на ферме»
- «Зябь»

## Награды и звания
- Орден Отечественной войны II степени
- Медаль Жукова
- Медаль За оборону Ленинграда
- Медаль «За победу над Германией в Великой Отечественной войне 1941—1945 гг.»
- Медаль «В ознаменование 100-летия со дня рождения Владимира Ильича Ленина»
- Заслуженный художник РСФСР
- другими медалями
- Почётный гражданин Ульяновской области (2003).
- Почётный гражданин Сенгилея (2001).

## Память
- В Музее А. А. Пластова открылась выставка, посвящённая 100-летию со дня рождения художника Ивана Васильевича Лежнина — «Волжская хроника»[7].